# Internationaux de Strasbourg 2021 - Qualificazioni singolare
Le qualificazioni del singolare del Internationaux de Strasbourg 2021 sono state un torneo di tennis preliminare per accedere alla fase finale della manifestazione. Le vincitrici dell'ultimo turno sono entrate di diritto nel tabellone principale. In caso di ritiro di una o più giocatrici aventi diritto a questi sono subentrati i Lucky loser, ossia i giocatori che hanno perso nell'ultimo turno ma che avevano una classifica più alta rispetto agli altri partecipanti che avevano comunque perso nel turno finale.

## Teste di serie
1. Varvara Gračëva (spostata al tabellone principale)
2. Zarina Dijas (spostata al tabellone principale)
3. Christina McHale (spostata al tabellone principale)
4. Andrea Petković (ultimo turno)
5. Océane Dodin (qualificata)
6. Chloé Paquet (primo turno)

1. Jule Niemeier (qualificata)
2. Simona Waltert (ultimo turno)
3. Ulrikke Eikeri (primo turno)
4. Jessica Pieri (primo turno)
5. Zheng Qinwen (primo turno)
6. Maryna Zanevs'ka (qualificata)

### Qualificate
1. Julija Hatouka
2. Maryna Zanevs'ka
3. Diane Parry

1. Jule Niemeier
2. Océane Dodin
3. Andrea Lázaro García

## Tabellone

### Legenda
| - Q = Qualificato - WC = Wild card - LL = Lucky loser | - ALT = Alternate - SE = Special Exempt - PR = Protected Ranking | - w/o = Walkover - r = Ritirato - d = Squalificato |

### Sezione 1
|  | Primo turno | Primo turno     | Primo turno     | Primo turno     | Primo turno     |  |  | Ultimo turno | Ultimo turno   | Ultimo turno   | Ultimo turno | Ultimo turno |  |
|  |             |                 |                 |                 |                 |  |  |              |                |                |              |              |  |
|  | 1           | Varvara Gračëva | Varvara Gračëva | Varvara Gračëva | Varvara Gračëva |  |  |              |                |                |              |              |  |
|  |             | Julija Hatouka  | Julija Hatouka  | Julija Hatouka  | Julija Hatouka  |  |  |              | Julija Hatouka | Julija Hatouka | 6            | 7            |  |
|  |             | Evita Ramirez   | 3               | 6               | 7               |  |  |              | Evita Ramirez  | Evita Ramirez  | 3            | 5            |  |
|  | 10          | Jessica Pieri   | 6               | 4               | 64              |  |  |              |                |                |              |              |  |

### Sezione 2
|  | Primo turno | Primo turno         | Primo turno         | Primo turno | Primo turno |  |  | Ultimo turno | Ultimo turno        | Ultimo turno | Ultimo turno | Ultimo turno |  |
|  |             |                     |                     |             |             |  |  |              |                     |              |              |              |  |
|  | Alt         | Angelina Gabuëva    | Angelina Gabuëva    | 5           | 2           |  |  |              |                     |              |              |              |  |
|  |             | Despina Papamichail | Despina Papamichail | 7           | 6           |  |  |              | Despina Papamichail | 6            | 2            | 5            |  |
|  |             | Elsa Jacquemot      | Elsa Jacquemot      | 5           | 63          |  |  | 12           | Maryna Zanevs'ka    | 4            | 6            | 7            |  |
|  | 12          | Maryna Zanevs'ka    | Maryna Zanevs'ka    | 7           | 7           |  |  |              |                     |              |              |              |  |

### Sezione 3
|  | Primo turno | Primo turno      | Primo turno      | Primo turno      | Primo turno      |  |  | Ultimo turno | Ultimo turno  | Ultimo turno | Ultimo turno | Ultimo turno |  |
|  |             |                  |                  |                  |                  |  |  |              |               |              |              |              |  |
|  | 3           | Christina McHale | Christina McHale | Christina McHale | Christina McHale |  |  |              |               |              |              |              |  |
|  |             | Diane Parry      | Diane Parry      | Diane Parry      | Diane Parry      |  |  |              | Diane Parry   | 2            | 6            | 6            |  |
|  |             | Karman Thandi    | 6                | 4                | 7                |  |  |              | Karman Thandi | 6            | 4            | 2            |  |
|  | 11          | Zheng Qinwen     | 3                | 6                | 6(1)             |  |  |              |               |              |              |              |  |

### Sezione 4
|  | Primo turno | Primo turno     | Primo turno   | Primo turno | Primo turno |  |  | Ultimo turno | Ultimo turno    | Ultimo turno | Ultimo turno | Ultimo turno |  |
|  |             |                 |               |             |             |  |  |              |                 |              |              |              |  |
|  | 4           | Andrea Petković | 7             | 63          | 6           |  |  |              |                 |              |              |              |  |
|  |             | Estelle Cascino | 5             | 7           | 2           |  |  | 4            | Andrea Petković | 3            | 7            | 3            |  |
|  |             | Bianca Turati   | Bianca Turati | 0           | 4           |  |  | 7            | Jule Niemeier   | 6            | 64           | 6            |  |
|  | 7           | Jule Niemeier   | Jule Niemeier | 6           | 6           |  |  |              |                 |              |              |              |  |

### Sezione 5
|  | Primo turno | Primo turno     | Primo turno     | Primo turno | Primo turno |  |  | Ultimo turno | Ultimo turno   | Ultimo turno   | Ultimo turno | Ultimo turno |  |
|  |             |                 |                 |             |             |  |  |              |                |                |              |              |  |
|  | 5           | Océane Dodin    | Océane Dodin    | 6           | 6           |  |  |              |                |                |              |              |  |
|  |             | Naiktha Bains   | Naiktha Bains   | 4           | 0           |  |  | 5            | Océane Dodin   | Océane Dodin   | 6            | 7            |  |
|  |             | Paula Ormaechea | Paula Ormaechea | 3           | 3           |  |  | 8            | Simona Waltert | Simona Waltert | 4            | 5            |  |
|  | 8           | Simona Waltert  | Simona Waltert  | 6           | 6           |  |  |              |                |                |              |              |  |

### Sezione 6
|  | Primo turno | Primo turno          | Primo turno          | Primo turno | Primo turno |  |  | Ultimo turno | Ultimo turno         | Ultimo turno | Ultimo turno | Ultimo turno |  |
|  |             |                      |                      |             |             |  |  |              |                      |              |              |              |  |
|  | 6           | Chloé Paquet         | 4                    | 7           | 3           |  |  |              |                      |              |              |              |  |
|  |             | Jessika Ponchet      | 6                    | 5           | 6           |  |  |              | Jessika Ponchet      | 64           | 6            | 3            |  |
|  |             | Andrea Lázaro García | Andrea Lázaro García | 6           | 6           |  |  |              | Andrea Lázaro García | 7            | 1            | 6            |  |
|  | 9           | Ulrikke Eikeri       | Ulrikke Eikeri       | 4           | 3           |  |  |              |                      |              |              |              |  |